# آپتون-وست آپتون (ماساچوست)
آپتون-وست آپتون (به انگلیسی: Upton-West Upton) یک منطقهٔ مسکونی در ایالات متحده آمریکا است که در شهرستان ووستر، ماساچوست واقع شده‌است. آپتون-وست آپتون ۶٫۶ کیلومتر مربع مساحت و ۲٬۳۲۶ نفر جمعیت دارد.